# Stazione di Serradifalco
La stazione di Serradifalco è una stazione ferroviaria posta sulle linee Catania-Agrigento e Caltanissetta Xirbi-Gela-Siracusa. Serve il centro abitato di Serradifalco.